# Ryan (Washington)
Ryan az Amerikai Egyesült Államok északnyugati részén, Washington állam Stevens megyéjében elhelyezkedő kísértetváros.
Ryan postahivatala 1897 és 1912 között működött. A település nevét Henry Ryan telepesről kapta.

## Fordítás
Ez a szócikk részben vagy egészben  a   Ryan, Washington című angol Wikipédia-szócikk ezen változatának fordításán alapul.  Az eredeti cikk szerkesztőit annak laptörténete sorolja fel. Ez a jelzés csupán a megfogalmazás eredetét és a szerzői jogokat jelzi, nem szolgál a cikkben szereplő információk forrásmegjelöléseként.